# Ticha Penicheiro
Patrícia Nunes Penicheiro, más conocida como Ticha Penicheiro (nacida el 18 de septiembre de 1974 en Figueira da Foz, Portugal), es una exjugadora de baloncesto portuguesa.

## Trayectoria
Desarrolló una carrera de 15 años en la WNBA y en el extranjero, dejando detrás de ella numerosos récords. En la WNBA, además de encabezar la lista de todos los tiempos en asistencias (2599) y ser segunda en recuperaciones (763), Penicheiro fue máxima pasadora un total de siete temporadas, cinco de ellas con más de 200 asistencias. Su mejor momento en su carrera fue su título de WNBA en 2005 con Sacramento Monarchs, equipo que la eligió en el número 2 del Draft de 1998 y con el cual jugaría doce temporadas hasta su desaparición en 2009.
Tiene también una gran trayectoria en el baloncesto universitaria. Elegida por dos veces Kodak All-American (en 1997 y 1998), Ticha lideró a la Universidad de Old Dominion a la final del Campeonato de la NCAA en 1997. Durante su carrera en Old Dominion, anotó 1.304 puntos y repartió 939 asistencias (5º de todos los tiempos en la NCAA femenina) y es 2º en robos (591). Su trayectoria en el exterior también contempla las ligas de Italia, Turquía y Polonia.
Fue inducida en el Salón de la Fama de la FIBA en 2025.